# Jacky Lai
Jacky Lai (* 9. November 1989 in Vancouver, British Columbia) ist eine kanadische Schauspielerin.

## Leben
Lai wurde am 9. November 1989 in Vancouver als Tochter vietnamesischer Eltern geboren. Sie debütierte 2011 als Schauspielerin in einer Nebenrolle in zwei Episoden der Fernsehserie Really Me – Der Star bin ich!. Ihr Filmschauspieldebüt gab sie im Folgejahr in Silent Hill: Revelation in einer Nebenrolle. Nach Besetzungen in Kurzfilmen und Episodenrollen in verschiedenen Fernsehserien hatte sie 2017 im Fernsehfilm Zwei wie Hund und Katz’ eine größere Rollenbesetzung inne. Ab demselben Jahr bis einschließlich 2018 stellte sie die Rolle der Riley in sechs Episoden der Fernsehserie Beyond dar. 2019 verkörperte sie mit der Rolle der Aline Penhallow in Shadowhunters und der Rolle der Kaylee Vo in V-Wars größere Serienrollen. 2022 spielte sie die weibliche Hauptrolle der Rina Kimura im Actionfilm Eraser: Reborn.

## Filmografie (Auswahl)
- 2011: Really Me – Der Star bin ich! (Really Me, Fernsehserie, 2 Episoden)
- 2012: Silent Hill: Revelation
- 2013: Survivor Man (Kurzfilm)
- 2014: Asian Action
- 2014: The Flash (Fernsehserie, Episode 1x07)
- 2016: Once Upon a Time – Es war einmal … (Once Upon a Time, Fernsehserie, Episode 6x09)
- 2017: From Straight A’s to XXX (Fernsehfilm)
- 2017: Ransom (Fernsehserie, Episode 1x08)
- 2017: Zwei wie Hund und Katz’ (Like Cats & Dogs, Fernsehfilm)
- 2017: Love Struck Café (Fernsehfilm)
- 2017–2018: Beyond (Fernsehserie, 6 Episoden)
- 2018: The Simone Biles Story: Courage to Soar (Fernsehfilm)
- 2019: Shadowhunters (Fernsehserie, 4 Episoden)
- 2019: V-Wars (Fernsehserie, 10 Episoden)
- 2019: Fall Back Down
- 2020: Geheimzutat: Liebe (A Sugar & Spice Holiday, Fernsehfilm)
- 2021: Zoey’s Extraordinary Playlist (Fernsehserie, Episode 2x07)
- 2021: Good News (Kurzfilm)
- 2021: Candy Cane Candidate (Fernsehfilm)
- 2022: Eraser: Reborn